# Ján Feješ
Ján Feješ (5. září 1909 – 20. dubna 1988) byl prokurátor politicky motivovaných komunistických monstrprocesech soudních procesů v 50. letech, později generální prokurátor ČSSR v letech 1969–1988.

## Život
Byl to prvorepublikový právník. V letech 1939 až 1969 působil jako prokurátor okresního, krajského státního zastupitelství, v letech 1969 až 1988 byl generální prokurátor ČSSR. Jako osobní přítel Gustáva Husáka se v roce 1969 stal federálním generálním prokurátorem. Zemřel 20. dubna 1988. Zpráva generálního prokurátora ČSFR o stavu trestního řízení a výsledcích postihu funkcionářů bývalého režimu z října 1991 jej zmiňuje v souvislosti s řízením proti Stanislavu Babinskému.
Státní prokuraturu zastupoval například v následujících vykonstruovaných procesech:
- 1950 – Proces Zela a spol. – za velezradu a vyzvědačství bylo odsouzeno 8 obviněných až na doživotí (další prokurátor Karel Čížek) – např. Jan Anastáz Opasek doživotí, Stanislav Zela 25 let, Antonín Mandl 25 let, Stanislav Bohuslav Jarolímek 20 let
- 1951 – proces Buzalka a spol. – za vojenskou zrady, velezradu a vyzvědačství byli odsouzeni Michal Buzalka doživotí, Pavol Gojdič doživotí, Ján Vojtaššák 24 roků